# Me First and the Gimme Gimmes
Me First and the Gimme Gimmes (обычно сокращается до Me First или The Gimme Gimmes) — американская группа, исполняющая каверы в стиле панк-рок и образованная в 1995 году. The Gimmes исполняют исключительно каверы на известные песни. Название группы позаимствовано из одноименной детской книги, написанной Gerald G. Jampolsky и Diane V. Cirincione. The Gimmes имеют традицию давать концерты в причудливых костюмах.

## История
Первоначально группа не планировала выпускать альбомы. Однако в 1995 году The Gimmes начали выпускать синглы, называя их в честь исполнителя песни. Таким образом они выпустили синглы «Billy», «Diamond», «Paul», «Denver», «Barry», «Shannon», «Stevens» и «Elton». Их первый полноценный альбом Have a Ball был выпущен 29 июля 1997 года.
Каждый альбом группы имеет различную тематику: Have a Ball сфокусирован на классических песнях 1960-х, 1970-х и ранних 1980-х таких исполнителей, как Элтон Джон, Нил Даймонд и Джон Денвер; Are a Drag состоит исключительно из песен, написанных для шоу (или мюзиклов); Blow in the Wind содержит классические песен 1960-х; Take a Break целиком состоит из современных ритм-н-блюз песен таких исполнителей, как Boyz II Men, Лайонел Ричи, Ванесса Уильямс; пятый альбом группы, Ruin Jonny’s Bar Mitzvah, был записан вживую фактически на Бар-мицве и содержит поп-музыку 1960-х—1980-х годов таких исполнителей, как REO Speedwagon, Styx и The Beatles, наряду с традиционными песнями, такими как «Hava Nagila»; Love Their Country состоит из кантри и вестерн песен таких исполнителей, как The Eagles и Гарт Брукс. Последний альбом группы, Have Another Ball имеет схожую тематику с дебютным альбомом.

## Участники
- Spike Slawson (из Swingin’ Utters и Re-Volts) — вокал
- Майк Баркетт (из NOFX) — бас
- Крис Шифлетт (участник Foo Fighters и бывший участник No Use For A Name) — гитара
- Джоуи Кейп (из Lagwagon) — гитара
- Дэйв Раун (из Lagwagon) — барабаны

### Сессионные музыканты
- Brian Baker (из Minor Threat и Bad Religion) — замена Шифлетта в 2006 году.
- Брат Криса Шифлетта, Скотт Шифлетт (из Face to Face и Viva Death) — замена Криса Шифлетта в большинстве последних туров.
- Эрик Мэлвин (гитарист NOFX) — замена Майка Баркетта во время европейского и австралийского туров в 2007 и 2008 году.
- Во время тура в 1996 году:
  - Adam Stern (из Youth Brigade и Royal Crown Revue) — замена Майка Баркетта.
  - Mark Mortenson (из Screw 32) — замена Дэйва Рауна.
  - Grant McIntire (из Screw 32) — замена Джоуи Кейпа.
  - Barry Ward (из Rich Kids on LSD и Crosstops) — замена Криса Шифлетта.
- Warren Fitzgerald из (The Vandals) и Lindsay McDougall (из Frenzal Rhomb) — на гитарах на фестивале Livid в Австралии (2003 год).

## Дискография

### Альбомы
| Год  | Название                     |
| ---- | ---------------------------- |
| 1997 | Have a Ball                  |
| 1999 | Are a Drag                   |
| 2001 | Blow in the Wind             |
| 2003 | Take a Break                 |
| 2004 | Ruin Jonny’s Bar Mitzvah     |
| 2006 | Love Their Country           |
| 2008 | Have Another Ball            |
| 2011 | Go Down Under                |
| 2014 | Are We Not Men? We Are Diva! |

## Рифы, позаимствованные у других групп
| Песня                          | Оригинальная песня                          | Группа                   | Альбом                   |
| ------------------------------ | ------------------------------------------- | ------------------------ | ------------------------ |
| «Favorite Things»              | «Generator»                                 | Bad Religion             | Are a Drag               |
| «Tomorrow»                     | «Surrender»                                 | Cheap Trick              |                          |
| «Sloop John B»                 | «Teenage Lobotomy»                          | The Ramones              | Blow in the Wind         |
| «Elenor»                       | «London Calling»                            | The Clash                | Blow in the Wind         |
| «All My Loving»                | «You Drive Me Ape (You Big Gorilla)»        | The Dickies              | Blow in the Wind         |
| «San Francisco»                | «Stranger Than Fiction» «Pessimistic Lines» | Bad Religion             | Blow in the Wind         |
| «I Only Want to Be With You»   | «The Money Will Roll Right In»              | Fang                     | Blow in the Wind         |
| «Runaway»                      | «EMI»                                       | Sex Pistols              | Blow in the Wind         |
| «Different Drum»               | «Gimmie Some Love» «Georgy Girl»            | Graham Coxon The Seekers | Blow in the Wind         |
| «Hello»                        | «Solitary Confinement»                      | The Weirdos              | Take a Break             |
| «Crazy»                        | «Six Pack»                                  | Black Flag               |                          |
| «Isn’t She Lovely»             | «Kings of the Wild Frontier»                | Adam and the Ants        |                          |
| «Oh Girl»                      | «Race Against Time»                         | GBH                      |                          |
| «I’ll Be There»                | «Just What I Needed»                        | The Cars                 |                          |
| «Save the Best for Last»       | «Pretty Vacant»                             | Sex Pistols              |                          |
| «The Longest Time»             | «Suspect Device»                            | Stiff Little Fingers     | Ruin Jonny’s Bar Mitzvah |
| «Superstar»                    | «Kids of the Black Hole»                    | The Adolescents          |                          |
| «Hava Nagila»                  | «Come Out and Play»                         | The Offspring            |                          |
| «On the Road Again»            | «Astro Zombies»                             | The Misfits              | Love Their Country       |
| «I'm So Lonesome I Could Cry»  | «Cadence to Arms»                           | Dropkick Murphys         | Love Their Country       |
| «East Bound and Down»          | «Love Song»                                 | The Damned               | Love Their Country       |
| «Sunday Morning Coming Down»   | «Police and Thieves»                        | The Clash                | Love Their Country       |
| «I Still Miss Someone»         | «Los Angeles»                               | X                        | Cash                     |
| «I’m Gonna Write A Song»       | «When Ya Get Drafted»                       | Dead Kennedys            | Jerry                    |
| «You’ve Got a Friend»          | «Blitzkrieg Bop»                            | The Ramones              | Have Another Ball        |
| «Mahogany»                     | «Richie Dagger’s Crime»                     | The Germs                |                          |
| «All Out of Love»              | «Rise Above»                                | Black Flag               | Go Down Under            |
| «I’ve Done Everything For You» | «Fuck You»                                  | Screeching Weasel        | Go Down Under            |